# Teilezurichter
Der Teilezurichter war vom 2. Oktober 1939 bis zum 31. August 2013 ein anerkannter Ausbildungsberuf gemäß Berufsbildungsgesetz (BBiG). Die zweijährige betriebliche oder schulische Ausbildung zum Teilezurichter wird durch eine theoretische und eine praktische Prüfung vor der IHK abgeschlossen. Teilezurichter sind in der Herstellungs- und Montagetechnik, der Metallindustrie und im Metallbau tätig. Sie sind für die Montage, Produktion, Wartung und Maschinenpflege zuständig. 
Inhalte der Ausbildung sind unter anderem das Erlernen von zerspanenden Fertigungsverfahren, Produktionstechnik, Instandhaltung und Überwachung von technischen Systemen, Lesen von Technischen Zeichnungen, Umweltschutz und Sicherheit am Arbeitsplatz.  Teilezurichter verrichten ihre Arbeit überwiegend in Fertigungshallen oder Werkstätten. Technisches Interesse und die Bereitschaft zum genauen Arbeiten sind Voraussetzung.
Nach abgeschlossener Berufsausbildung ist der Aufstieg zum Industriemeister/in in der Fachrichtung Metall, Mechanikermeister/in oder  Techniker/in möglich.
Der Ausbildungsberuf wurde zum 1. August 2013 durch die Fachkraft für Metalltechnik ersetzt. 